# Jeux d'inauguration de l'amphithéâtre Flavien
 (janvier 2016).
Si vous disposez d'ouvrages ou d'articles de référence ou si vous connaissez des sites web de qualité traitant du thème abordé ici, merci de compléter l'article en donnant les références utiles à sa vérifiabilité et en les liant à la section « Notes et références ».
Les jeux d'inauguration de l'amphithéâtre Flavien ont lieu en 80 (81 selon certaines[Lesquelles ?] sources) sous le règne de l'empereur romain Titus. Ils ont pour objectif de célébrer la fin de la construction du Colisée, connu sous le nom d'amphithéâtre Flavien (en latin : amphitheatrum Flavium). 
Vespasien avait commencé la construction de l'amphithéâtre autour de 70 ap. J.-C. Son fils prit la relève après sa mort en 79. Le règne de Titus commença par quelques mois désastreux, dont l'éruption du Vésuve et un incendie qui ravagea une partie de la ville de Rome. Titus inaugure le complexe en organisant des jeux qui ont duré plus de 100 jours dans le but d'apaiser le peuple romain et les dieux. 
Les sources littéraires subsistantes décrivent notamment des entraînements de gladiateurs et des combats (ludi). Ces jeux suivent le format standard des jeux romains : des divertissements d'animaux le matin, suivis par des exécutions de criminels vers midi, tandis que l'après-midi est consacré aux combats de gladiateurs et aux reconstitutions de batailles navales. Les animaux participant à ces divertissements proviennent de l'ensemble de l'Empire romain et comprennent parfois des combats entre plusieurs espèces.
Seuls trois récits contemporains des jeux subsistent. Tout d'abord, les œuvres de Suétone et Dion Cassius qui se concentrent plutôt sur des événements majeurs, tandis que Martial nous fournit quelques fragments d'informations sur certains divertissements, ainsi que le seul compte rendu détaillé d'un combat de gladiateurs : la lutte entre Verus et Priscus.

## Contexte

### Construction de l'amphithéâtre
La construction du Colisée commence sous le règne de Vespasien. Pour cela, il choisit de le construire dans une basse vallée entourée des collines Caelius, Esquilin et Palatin. Le terrain devient constructible après le grand incendie de Rome en 64. À cette époque, Néron le réaménage alors pour son plaisir personnel en y construisant un immense lac artificiel pour la Domus aurea.
Vespasien commence son propre réaménagement du site entre 70 et 72 de notre ère, probablement grâce à l'argent saisi après la victoire romaine durant la première guerre judéo-romaine en 70. Le lac est alors rempli et le site désigné comme emplacement pour l'amphithéâtre Flavien. Des écoles de gladiateurs et des autres bâtiments sont construits plus tard sur les anciens terrains de la Domus aurea, dont une grande partie avait été démolie. 
Vespasien meurt juste avant la fin de la construction du troisième niveau. C'est Titus, son fils, qui achève donc la construction de l'amphithéâtre et le termine un an après la mort de son père. Il construit également à côté de l'amphithéâtre des bains publics.

### Règne de Titus
Au moment où la construction de l'amphithéâtre s'achève, le court règne de Titus a déjà subi une série de catastrophes. Deux mois après son accès au pouvoir, à la suite du décès de son père, le Vésuve entre en éruption et détruit Pompéi, Herculanum, Stabies et Oplontis. Par ailleurs, un incendie ravage Rome durant trois jours et trois nuits, causant d'importants dommages et détruisant notamment le temple de Jupiter capitolin, récemment restauré par Vespasien. Pour marquer la fin des travaux de l'amphithéâtre et des bains, et probablement pour apaiser les tensions au sein du peuple romain et les dieux, Titus prend la décision d'inaugurer l'ouverture du Colisée par l'organisation de jeux somptueux.

### Sources
Peu de sources documentaires relatant ces jeux subsistent. Les écrits contemporains mettent le plus souvent en évidence des détails importants de ces jeux et se concentrent sur les jours d'ouverture de ces jeux. Le poète Martial, nous a légué le récit le plus complet, De spectaculis, une série d’épigrammes détaillant les épreuves individuelles des jeux comme preuve et illustration du pouvoir et de la bienveillance de Titus. La plus grande partie de son travail concerne justement Titus, et certaines difficultés concernant l'authentification, la datation et la traduction de certaines parties sont ressenties. Mais les détails décrits par Martial ne se retrouvent dans aucune autre source.
L'historien Suétone, né vers l'an 70, commence à écrire vers l'an 100. Il était donc un enfant lorsque les jeux ont eu lieu, mais les historiens pensent qu'il fut possible qu'il soit né et ait grandi à Rome. Il peut donc avoir été témoin de ces jeux. Son De Vita Caesarum (Vie des César ou connu également sous le nom des 12 César, ou Vie des 12 César) a probablement été terminé entre 117 et 127. Cet ouvrage comprend des détails parlant des jours d'ouverture des jeux. Plus tard, dans son Histoire de Titus, il révèle encore plus d'informations sur les jeux. Les histoires de Suétone ont été critiquées dans la mesure où elles semblent être basées sur des rumeurs et des ragots plutôt que sur des sources historiques précises. La seule autre source importante d'informations portant sur les jeux provient de Dion Cassius qui a vécu entre la fin du IIe siècle et le début du IIIe siècle. Son Histoire de Rome, contient 80 livres qu'il a écrits durant 22 ans. Cependant, la plupart d'entre eux ne sont que des fragments. Il porte en particulier son attention vers les détails des affaires administratives, mais son écriture concernant les grands événements reste très impressionnante. Il met en effet l'accent sur l'interprétation des événements dans leur contexte historique plutôt que de se focaliser sur les détails.  

## Divertissements animaliers
Les divertissements d'animaux représentaient la partie centrale de ces jeux et prenaient normalement place dans la matinée. Dion Cassius disait qu'au cours des jeux d'inauguration, neuf mille animaux apprivoisés ou sauvages ont été parfois tués par des femmes, sans importance particulière (elles n'étaient pas forcément connues). Ce qui diffère du travail d'Eutrope Flavius Eutropius qui écrit, dans la deuxième partie du IVe siècle, que cinq mille animaux furent tués pendant les jeux.
Dion et Martial firent le compte rendu de la plupart des animaux qui furent montrés. Dion écrit à propos d'une chasse impliquant des oiseaux (des grues) ainsi qu'une autre engageant quatre éléphants, et Martial mentionna des éléphants, des lions, des léopards, au moins un tigre, des lièvres, des cochons, [a] des taureaux, des ours, un sanglier, un rhinocéros, un buffle et un bison (probablement un bison d'Europe). D'autres animaux exotiques ont pu être employés mais ne sont pas mentionnés ; autruches, chameaux et crocodiles étaient communément utilisés dans ces jeux. Il est peu probable que des girafes aient été présentées ; seul Jules César a amené une girafe à Rome en 46 av. J.-C. Aucune autre n'a été enregistrée en Europe jusqu'à la girafe Médicis en 1486, bien que les premières furent vues à Rome en 58 av. J.-C., et parurent assez impressionnantes pour être détaillées dans les jeux d'Auguste et Commode[pas clair]. Il n'y a pas de passage mentionnant les hippopotames dans les jeux de Titus.

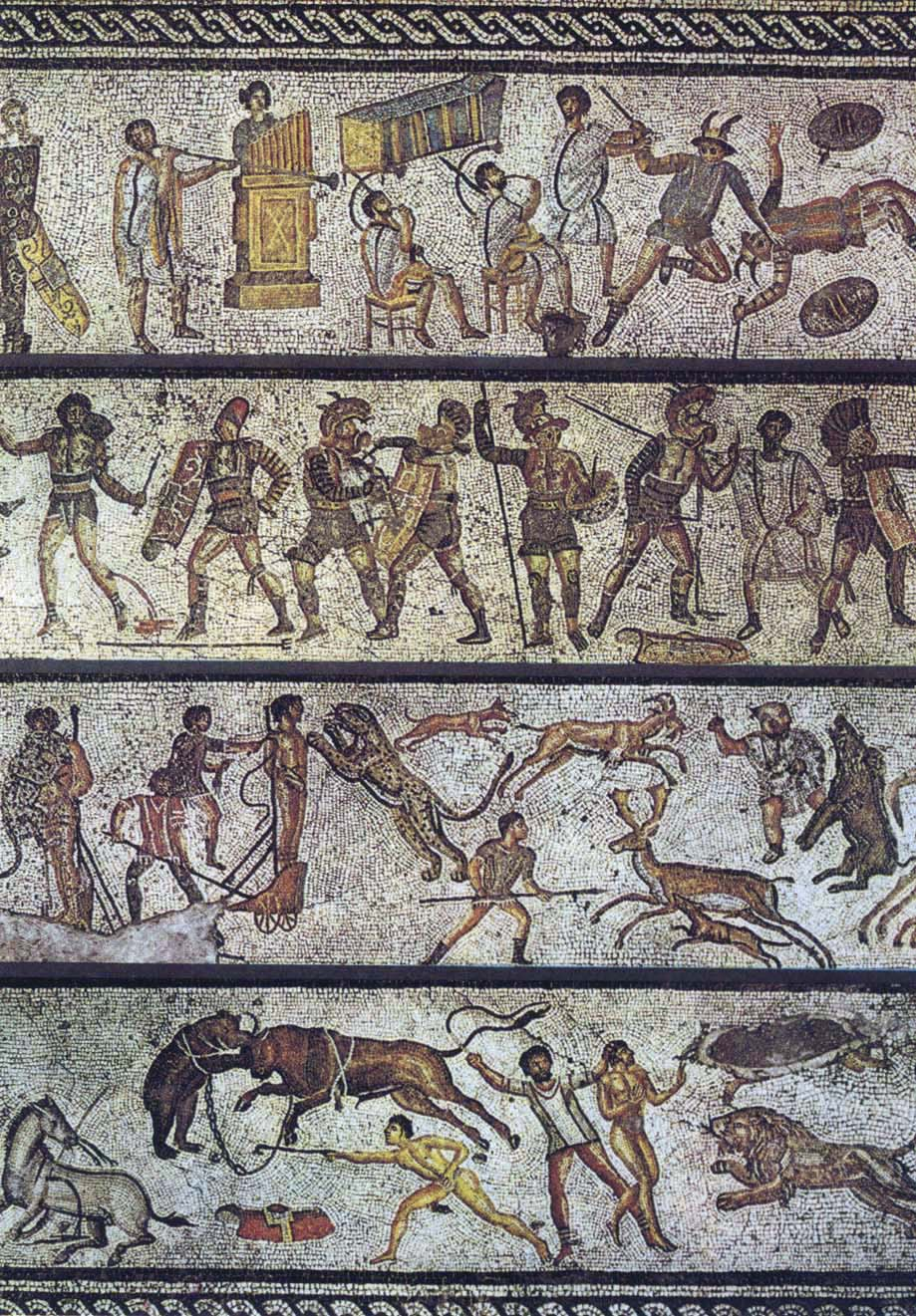
Cette mosaïque de la villa de Dar Buc Ammera (Zliten) est maintenant dans le musée de Tripoli, Libye, elle représente quelques-uns des divertissements qui ont été offerts aux jeux.

Martial rapporta une lutte entre un éléphant et un taureau, et l'éléphant, qui remporta la partie, s'agenouilla devant Titus. L'éléphant avait dû être formé à saluer pendant son entraînement mais Martial attribua cet acte à une reconnaissance spontanée du pouvoir de l'Empereur. Il mentionna également un taureau enragé par le feu dans l’amphithéâtre, qui se mit à tourner autour de l'arène avant d'être tué par un éléphant, mais il n'y a rien pour indiquer que ces deux épigrammes évoquent le même événement ou si cette action s'est répétée plusieurs fois en l'espace des cent jours de célébration.
Dans les explications de Martial, il apparaît que certains des animaux n'ont pas réagi de la manière qui était attendue par la foule, ce que commente Martial comme une opportunité pour Titus d'exposer son commandement sur les bêtes ; les lions ignoraient les proies qui leur étaient destinées :

« Les lions de César furent vaincus par leurs proies et le lièvre joua en toute sécurité dans leurs mâchoires massives. »

Le rhinocéros aussi, montra des difficultés à obéir. Il devait initialement défiler autour de l'arène, mais devint enragé et attaqua un taureau, devant le plaisir apparent de la foule. Plus tard, lorsque fut venue l'heure de combattre, il se calma. Destiné à faire face à une compagnie d'hommes armés de lances et à une horde d'animaux. Il fut piqué, planté, par des « dresseurs frémissant » jusqu'à ce que d'autres combattants les rejoignent : 

« à la fin, la furie que nous avions connue fut de retour. Aidé de ses deux cornes, il rejeta un gros ours comme un taureau repousse un figurant de sa tête jusqu'aux étoiles. [Avec quelle assurance un coup solide de Carpophorus, encore jeune et vigoureux, lui permit de planter ses lances dans le rhinocéros ! ] Il leva deux bouvillons avec son cou mobile, puis lui cédèrent le buffle féroce et le bison. Une panthère prit la fuite devant lui, puis il se précipita, sans hésitation, sur les lances. »

Carpophorus fut qualifié de bestiarius, spécialisé dans le combat contre animal en arène, et fut encore mentionné par Martial, qui le compara à Hercule et vanta son habileté à expédier et combattre un ours, un léopard et un lion, dans un combat titanesque, d'une « ampleur sans précédent ». 
Une frise du Temple de Vespasien et Titus (Templum divi Vespasiani) dans le Forum romain montre des événements similaires à ceux décrits par Martial. Deux ensembles de décoration séparés, montrent un rhinocéros affrontant un taureau et un bestiaire, certainement Carpophorus, avec une lance, faisant face à un lion et un léopard. Carpophorus n'était pas le seul tueur digne d'une mention : un autre évoqué dans les épigrammes de Martial, fait référence à une femme égalant les exploits d'Hercule, terrassant le lion de Némée.
Pendant que les entraîneurs de rhinocéros tremblaient de peur devant le sort qui les attendait, si leur animal échouait dans sa performance, et que d'autres étaient éreintés par leurs lions, certains avaient plus de chance et de succès. Un dresseur fut remarqué pour sa tigresse, assez docile pour lui lécher la main, qui mit un lion en pièce, « une nouveauté inconnue à cette période ». 
Il est également apparu que la foule fut comblée lorsqu'un taureau (peut-être monté par un bestiaire) a été hissé dans l'arène ; Martial donna un petit indice de la nature de son entraînement.